# Enslingen Johannes
Enslingen Johannes är en svensk komedifilm från 1957, i regi av Gösta Bernhard. Filmen bygger på radioserien med samma namn.

## Handling
Gösta Bernhard är på väg till en radiostudio för att ha ett av sina radiosända telefonsamtal med Enslingen Johannes på Johannesskäret. Väl framme i studion så ringer Bernhard upp Johannes och de småpratar lite. 
Bernhard överraskar Johannes med att han ska komma till Stockholm på besök – Johannes protester tjänar inget till. Det är också några skumma typer som tänker involvera Johannes i sin plan utan hans vetskap. Men de har ingen aning om vem de har att göra med.  

## Rollista i urval
- Stig Järrel – Enslingen Johannes
- Gösta Bernhard – Gösta Bernhard
- Iréne Söderblom – Irene Bernhard, Gösta Bernhards fru
- Astrid Bodin – Tilda i handelsboden
- Sonja Westerbergh – Eva
- Sten Gester – Thomas
- Hjördis Petterson – Susanna, Tomas' mor